# Baldovino di Ramla
Baldovino di Ramla (fl. XII secolo) fu castellano e signore di Ramla nel Regno di Gerusalemme.

## Biografia
Era responsabile della difesa del castello di Ramla dal 1106 ed aveva proprietà nella città e nel territorio. Fu prima castellano reale, in seguito (dal 1126) vassallo di Ugo II di Giaffa. 
Dopo la rivolta di Ugo e la conseguente confisca, Baldovino resse la Signoria di Ramla direttamente dalla mani del re.
Nel 1120 prese parte al Concilio di Nablus.
È stato identificato con Baldovino di Hestrut, citato negli stati crociati per la prima volta nel 1102 e partecipante alla terza battaglia di Ramla nell'agosto 1105. 
È probabile che abbia ricevuto il castello in seguito alla battaglia e quindi abbia assunto il nome di Baldovino di Ramla.
Dalla moglie, Stefania di Nablus, Baldovino ebbe due figli, Renier e Helvis, che sposò Barisano di Ibelin e alla sua morte (1151) Manasse di Hierges.